# مايك تورنر (لاعب كريكت)
مايك تورنر (8 أغسطس 1934 - 21 يوليو 2015) (بالإنجليزية: Mike Turner)‏ هو لاعب كريكت بريطاني.